# Ангальт (герцогство)
Герцогство Ангальт — историческое государство в составе Германской империи, существовавшее на территории современной земли Саксония-Анхальт в 1863—1918 годах.

Герцогство Ангальт в 1863—1918

В 1806 году князь Ангальт-Бернбурга получил от последнего императора Священной Римской империи Франца II право именоваться герцогом, в 1807 году статус герцогств также получили от Наполеона Ангальт-Дессау и Ангальт-Кётен, вступив 18 апреля 1807 года в Рейнский союз. По окончании Освободительных войн герцогства вошли в состав Германского союза.
После угасания кётенской (1847) и бернбургской (1863) линий три отдельных герцогства объединились в единый Ангальт со столицей в Дессау. Вскоре после войны 1866 года Ангальт вступил в созданный под руководством Пруссии Северогерманский союз, а в 1871 году вошёл в состав Германской империи. Как и в парламенте Германского союза, в верхней палате парламента Германской империи Ангальт имел один голос.
В 1918 году герцогство было преобразовано в Свободное государство Анхальт в составе Веймарской республики.

## Государственный строй
Глава государства — герцог, законодательный орган — Ангальтское сословное собрание (Anhaltische Ständeversammlung), избирался выборщиками на основе имущественного ценза сроком на 5 лет, исполнительный орган — Ангальтское государственное министерство (Anhaltische Staatsministerium), назначалось герцогом и несло перед ним ответственность.

## Правовая система
Высшая судебная инстанция — Высший апелляционный суд в Цербсте (Oberappellationsgericht Zerbst), суды первой инстанции — районная судебная комиссия (Kreisgerichtskommission), с 1878 года — Земельный суд Дессау (Landgericht Dessau).

## Административное деление
Территория Ангальта делилась на шесть районов:
- Балленштедт
- Бернбург
- Козвиг
- Дессау
- Кётен
- Цербст

Районы делились на общины.

## Силовые структуры
- Ангальтская армия
  - Пехотный полк
  - Пехотный полк ландвера
    - Батальон ландвера Дессау (Landwehr-Bataillon Dessau) (районы Дессау и Цербст)
    - Батальон ландвера Бернбурга (Landwehr-Bataillon Bernburg) (районы Кётен, Бернбург и Балленштедт)

  - Пехотный полк ландштурма
- Ангальтская полиция